# Italiaans-Surinaamse betrekkingen

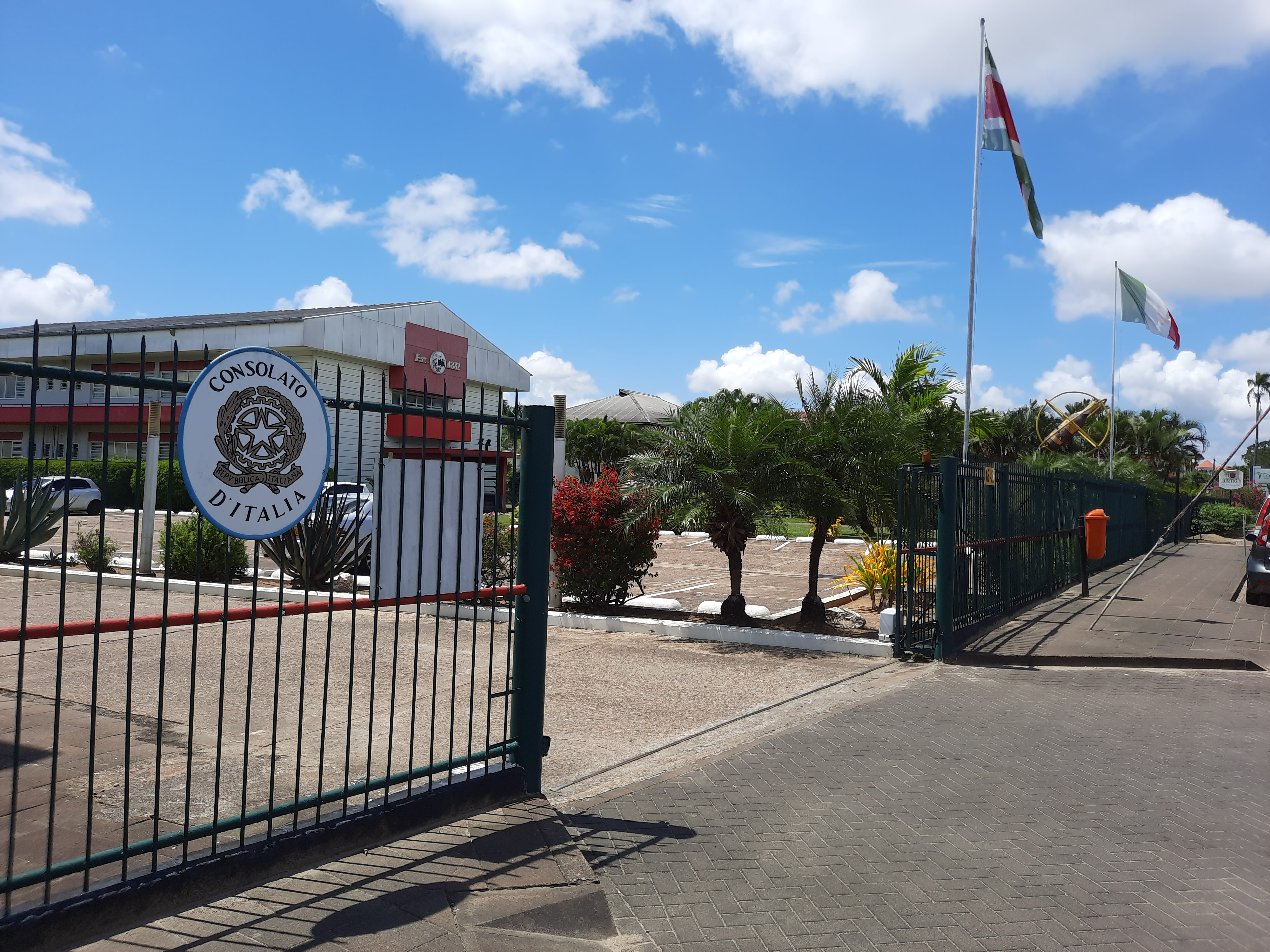
Italiaans consulaat in het Surinaamsch Rumhuis

Italiaans-Surinaamse betrekkingen verwijzen naar de huidige en historische betrekkingen tussen Italië en Suriname. 
Suriname en Italië vestigden in 1978 diplomatieke betrekkingen. Italië is in Suriname vertegenwoordigd door een niet-residerend ambassadeur. Deze is gezeteld in Brazilië.
De ambassadeur voor Suriname is Francesco Azzarello (stand 2022); hij was vanaf 2012 enige tijd ambassadeur in Nederland. De honorair consul voor Italië in Suriname is Steven Ma Ajong (stand 2022).
Italië heeft in de 21e eeuw diverse projecten in Suriname gefinancierd, zoals de schenking van een ambulance en kinderkamer aan ziekenhuizen, de renovatie van de Sint-Petrus-en-Pauluskathedraal en de verstrekking van studiebeurzen aan onder meer de Bocconi-universiteit. Voor de expansie van de raffinaderij van Staatsolie was een Italiaans bedrijf de hoofdaannemer.